# Gastrotheca phalarosa
Gastrotheca phalarosa es una especie de anfibios de la familia Amphignathodontidae.
Es endémica del Perú.
Su hábitat natural incluye montanos tropicales o subtropicales secos y marismas de agua dulce.